# Rubus glandisepalus
Rubus glandisepalus är en rosväxtart som beskrevs av Heinrich E. Weber. Rubus glandisepalus ingår i släktet rubusar, och familjen rosväxter. Inga underarter finns listade i Catalogue of Life.